# Мутаційна селекція
Мутаційна селекція — процес створення рослин з поліпшеними характеристиками методом індукції мутацій фізичними або хімічними факторами. На відміну від генетичної інженерії, мутаційна селекція виключають можливість спрямованого отримання генетичних змін, оскільки подібного роду мутації є випадковими.

## Опис
Методи мутаційної селекції застосовуються з 1930-х років. При їх використанні поряд з летальними наслідками з'являються мутації і з корисними ознаками. В мутаційній селекції рослин найбільш широко використовуються хімічні (наприклад, етилметансульфонат) і радіаційні мутагени. Перевага перших в специфіці їх дії, а другі використовуються, коли потрібно викликати широку мінливість поліген ів.
Ця технологія широко застосовується і є нешкідливою для навколишнього середовища. Крім того, вона швидка, економічна, перевірена і надійна. На основі більш 210 видів рослин з більш ніж 70 країн офіційно випущено для комерційного використання понад 3200 мутантних сортів, включаючи як сільськогосподарські культури, так і декоративні рослини.

## Ресурси Інтернету
- Plant mutation breeding in agriculture [Архівовано 26 грудня 2018 у Wayback Machine.]
- The Joint FAO / IAEA Mutant Variety Database (MVD) [Архівовано 3 квітня 2022 у Wayback Machine.]